# Mangifera
Mangifera is een geslacht van bomen uit de pruikenboomfamilie (Anacardiaceae). De soorten komen voor in (sub)tropisch Azië. De meest gekweekte soort is de mango (Mangifera indica).

## Soorten
- Mangifera acutigemma Kosterm.
- Mangifera altissima Blanco
- Mangifera andamanica King
- Mangifera applanata Kosterm.
- Mangifera austroindica Kosterm.
- Mangifera blommesteinii Kosterm.
- Mangifera bullata Kosterm.
- Mangifera caesia Jack (synoniem: M. verticillata) - bauno of binjai
- Mangifera caloneura Kurz
- Mangifera campnospermoides Kosterm.
- Mangifera camptosperma Pierre
- Mangifera casturi Kosterm.
- Mangifera cochinchinensis Engl.
- Mangifera collina Kosterm.
- Mangifera decandra Ding Hou
- Mangifera dewildei Kosterm.
- Mangifera dongnaiensis Pierre
- Mangifera duperreana Pierre
- Mangifera flava Evrard
- Mangifera foetida Lour. - stinkende mango
- Mangifera gedebe Miq.
- Mangifera gracilipes Hook.f.
- Mangifera griffithii Hook.f.
- Mangifera havilandii Ridl.
- Mangifera indica L. - mango
- Mangifera inocarpoides Merr. & L.M.Perry
- Mangifera khasiana Pierre
- Mangifera khoonmengiana Kochummen
- Mangifera lagenifera Griff.
- Mangifera lalijiwa Kosterm.
- Mangifera laurina Blume
- Mangifera linearifolia (Mukh.) Kosterm.
- Mangifera macrocarpa Blume
- Mangifera magnifica Kochummen - prachtige mango
- Mangifera mariana Buch.-Ham.
- Mangifera merrillii Mukherji
- Mangifera minor Blume
- Mangifera minutifolia Evrard
- Mangifera monandra Merr.
- Mangifera nicobarica Kosterm.
- Mangifera odorata Griff. - kwini
- Mangifera orophila Kosterm.
- Mangifera pajang Kosterm.
- Mangifera paludosa Kosterm. ex S.K.Ganesan
- Mangifera parvifolia Boerl. & Koord.-Schum.
- Mangifera pedicellata Kosterm.
- Mangifera pentandra Hook.f.
- Mangifera persiciforma C.Y.Wu & T.L.Ming
- Mangifera pseudoindica Kosterm.
- Mangifera quadrifida Jack
- Mangifera reba Pierre
- Mangifera rubropetala Kosterm.
- Mangifera rufocostata Kosterm.
- Mangifera similis Blume
- Mangifera subsessilifolia Kosterm.
- Mangifera sulavesiana Kosterm.
- Mangifera sumbawaensis Kosterm.
- Mangifera superba Hook.f.
- Mangifera swintonioides Kosterm.
- Mangifera sylvatica Roxb.
- Mangifera timorensis Blume
- Mangifera transversalis Kosterm.
- Mangifera zeylanica (Blume) Hook.f.

... · 
Anacardium · 
Bouea · 
Buchanania · 
Cotinus · 
Mangifera · 
Pistacia (Pistache) · 
Protorhus · 
Rhus · 
Schinus · 
Sclerocarya · 
Sorindeia · 
Spondias · 
Toxicodendron · 
...